# Національний банк Панами
Національний банк Панами (ісп. Banko Nacional de Panama) — центральний банк Панами.

## Історія
12 жовтня 1904 року почав операції державний Іпотечний і заставний банк Республіки. У січні 1911 року банк був перейменований в Національний банк Панами.
30 вересня 1941 року був створений Центральний емісійний банк Республіки Панама, що отримав право емісії. Банк встиг випустити невелику кількість банкнот в обіг, але вже 30 грудня 1941 року був ухвалений закон про вилучення із обігу і знищення цих банкнот.